# Nagy Béla (színművész)
Nagy Béla (Budapest, 1915. július 6. – 1998.) magyar színész. Felesége Simor Erzsi színésznő volt.

## Életpályája
Az Országos Színészegyesület színiiskolájának elvégzése után 1941-ben Miskolcra került. Szerepelt Szentesen, Kecskeméten, Pécsett, Nagykanizsán, Marosvásárhelyen, Szabadkán, a Szegedi Nemzeti Színházban és a Debreceni Csokonai Színházban. 1964–1983 között a Madách Színház tagja volt. 1983-ban nyugdíjba vonult.
Sírja a Farkasréti temetőben található (37/2-1-42).

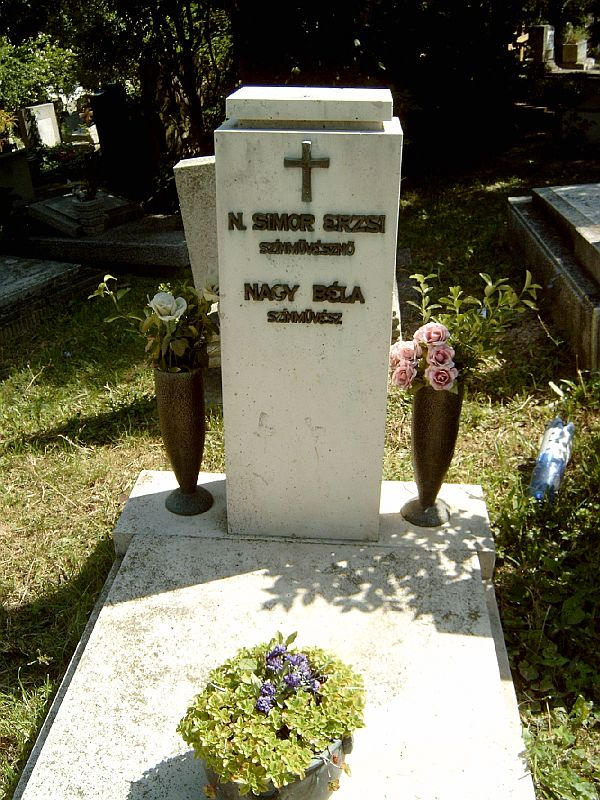
Simor Erzsi és Nagy Béla színművész sírja Budapesten. Farkasréti temető: 37/2-1-42. Kallós M. Elek alkotása

## Színházi szerepeiből
- Brecht–Dessau: Kurázsi mama....Óbester
- Gounod: Faust....Valentin
- Federico García Lorca: Yerma....Első férfi
- Makszim Gorkij: Ellenségek....Bobojédov
- Michel Dulud: Mellékutca....Kurt Schendler
- Alekszandr Vologyin: Öt este....szereplő
- Madách Imre: Az ember tragédiája....Rafael, Főangyal; Catulus; Marquis; Cassius
- Szép Ernő: Vőlegény....Édes Baba
- Vészi Endre: A hosszú előszoba....Másik albérlő
- Harmath Imre: A csúnya lány....Dr. Kornides Tamás
- Vaszary Gábor: Meztelen lány....Péter
- Jacques Offenbach: Gerolsteini nagyhercegnő....Pál herceg
- Kacsóh Pongrác: János vitéz....Kukorica Jancsi
- Kálmán Imre: Marica grófnő....Török Péter
- Ábrahám Pál: Bál a Savoyban....Faublas márki
- Ábrahám Pál: Leányvásár....Harrison
- Lehár Ferenc: A mosoly országa....Hatfaludy Ferenc

## Filmszerepei
- Menekülés a börtönbe (1962, TV-film)
- Mit csinált felséged 3-tól 5-ig? (1964)
- Vőlegény (1982)
- Appassionata (1984, TV-film)